# Ceriagrion bellona
Ceriagrion bellona е вид водно конче от семейство Coenagrionidae. Видът не е застрашен от изчезване.

## Разпространение
Разпространен е в Индонезия (Суматра) и Малайзия (Сабах и Саравак).